# 遷界令
遷界令（せんかいれい）とは、大清帝国が実施した強制移住政策およびその命令をいう。1661年に始まり、複数回実施された。海禁の一つで、台湾の鄭氏政権の打倒を目的とした。遷海令とも。

## 概要
1644年に北京を占領した清王朝は、1659年に雲南地方を征圧し、中国のほぼ全域を統治していた。しかし現代の福建省沿岸地域では、清に滅ぼされた明王朝の復興を唱える鄭成功が幅を利かせており、日本との海上交易で得た利益を元手に軍備を整え、清王朝を苦しめていた。
清王朝はこうした鄭成功の勢力を殺すために、1661年に遷界令を発して、現代の広東省から山東省までの海岸線から30里（約15km）以内の地帯に住む全住民を、強制的に内陸部に移住させ、沿岸部を無人化した。
この政策の狙いは、鄭成功が沿岸部の住民から食糧等の物資を補給するのを防ぎ、海上に孤立させることである。無謀にも思える政策ではあるが、専門家が行った福建省の沿岸地域にある村落調査の結果に基づき実施されたことは、ほぼ確定している。
この政策の結果、清側の狙い通りに鄭成功は海上に孤立し、台湾を新しい拠点に定めることとなる。
中国本土から日本への中国人の渡航は、鄭氏政権が1683年に滅亡した後、翌年の1684年に認められた。